# Personaggi di Ken il guerriero
Questa è la lista dei personaggi di Ken il guerriero, manga scritto da Buronson e disegnato da Tetsuo Hara. Gli stessi compaiono anche nella serie televisiva anime e nei diversi media derivati.
La serie è ambientata in un mondo post-apocalittico devastato dalla guerra nucleare e ridotto a un deserto arido e inospitale. Quel che resta dell'umanità si è dispersa in piccole comunità, arrangiandosi per sopravvivere con le poche risorse disponibili. A dominare in questo nuovo mondo è la violenza, incarnata dalle bande di predoni armati, che saccheggiano chiunque gli capiti a tiro, e dai maestri di arti marziali, che padroneggiano terribili tecniche di combattimento.
I nomi dei personaggi fanno riferimento all'edizione italiana del manga Granata Press/Star Comics; nomi usati in altri media o edizioni sono egualmente indicati.

## Divina Scuola di Hokuto
La Divina Scuola di Hokuto (北斗神拳?, Hokuto Shin Ken, lett. "Divino pugno del Gran Carro") è una tecnica di arti marziali originatasi in Cina 1800 anni prima dell'inizio della storia. Venne sviluppata da Shuken, antenato della dinastia principale di Hokuto, combinando la Tecnica della Casata Principale di Hokuto (北斗宗家の拳?, Hokuto Soke no Ken) con una moltitudine di tecniche di combattimento preesistenti allo scopo di creare un'arte marziale invincibile. A causa dell'incredibile potere della Divina Scuola di Hokuto i suoi maestri decisero di applicare la tradizione nota come isshi sōden (一子相伝?), ovvero tramandarla a un solo successore per generazione tramite discendenza diretta, imponendo agli allievi scartati di non praticarla mai più pena la privazione dell'uso delle mani o la cancellazione della memoria.
Le tecniche di Hokuto si basano sulla conoscenza dei 708 tsubo, o punti di pressione, determinate zone del corpo che se colpite provocano effetti tangibili sull'organismo. Gli adepti della scuola sono in grado di sfruttare queste nozioni per invalidare i loro avversari, farli esplodere dall'interno, o costringerli a muoversi o a parlare contro il loro volere. L'azione mirata sugli tsubo può essere usata però anche a scopo terapeutico: per contrastare l'effetto di alcune malattie, prolungare la vita o ristorare zone del corpo ferite o paralizzate. Mentre i combattenti normali usano un terzo delle loro possibilità naturali, i praticanti di Hokuto sono in grado di estrarre il massimo potenziale dal loro corpo e spingerlo oltre i suoi limiti, così da rendere ad esempio il proprio fisico duro come l'acciaio o guarire da ferite terribili. I grandi maestri di Hokuto possono inoltre emanare la loro aura combattiva, così da colpire i punti segreti degli avversari senza nemmeno sfiorarli o proteggersi efficacemente dagli attacchi nemici. Prerogativa della scuola di Hokuto è infine l'abilità di decodificare e assimilare le tecniche degli avversari, anche se viste una sola volta, per farle proprie.
Lo spirito guerriero dei praticanti della Divina Scuola di Hokuto viene rafforzato principalmente attraverso la rabbia e la crudeltà, ma in ultima istanza è la tristezza generata dalla ingiustizie del mondo che riesce a farla esprimere ai massimi livelli. Solo chi ha conosciuto la tristezza più profonda è infatti in grado di apprendere la rigenerazione libera da ogni pensiero (無想転生?, musō tensei), la tecnica ultima nonché massima espressione della Divina Scuola di Hokuto, che permette di accogliere dentro di sé lo spirito dei propri cari e avversari deceduti, in modo da annullare la propria essenza diventando intangibili e spostarsi istantaneamente attraverso l'aria proiettando immagini di sé.

### Kenshiro
Kenshiro (ケンシロウ?, Kenshirō) è il protagonista della serie, il legittimo 64º successore della Divina Scuola di Hokuto. È fratello adottivo di Raoul, Toki e Jagger. Caratterizzato da una grande bontà d'animo, nel corso degli innumerevoli scontri che affronta, perde molti amici, incanalando dentro sé la loro forza e la loro volontà; al centro della sua vita ha importanza primaria Julia, l'unica donna che abbia mai amato, ricambiato.

### Raoul
Raoul (ラオウ?, Raō), noto col soprannome di Re di Hokuto (拳王?, Ken'ō), è fratello biologico di Toki e adottivo di Jagger e Kenshiro; è il più ambizioso tra gli adepti di Ryuken della Divina Scuola di Hokuto, nonché il più forte fisicamente.

### Toki
Toki (トキ?) è il fratello minore di Raoul e in seguito il fratello adottivo di Jagger e Kenshiro presso la Divina Scuola di Hokuto. Dal carattere generoso, altruista, onesto e pietoso, Toki è un eccezionale combattente, maestro del Pugno Gentile (柔の拳?, Jū no Ken), uno stile di combattimento basato su tecniche eleganti e prettamente difensive che fanno scorrere l'energia combattiva dell'avversario intorno a sé senza contrastarla, e che infligge letali ferite senza causare dolore o addirittura facendo provare piacere all'avversario.
Toki nasce nella Terra dei Demoni dal ramo cadetto della dinastia di Hokuto. Ancora piccolo, viene inviato in Giappone insieme a Raoul e a Kenshiro per sfuggire alla guerra che minaccia l'isola ed essere addestrato nella Divina Scuola di Hokuto. Nonostante l'indole mite e pacifica di Toki, i due fratelli iniziano l'allenamento insieme agli altri due discepoli di Ryuken, consapevoli che prima o poi saranno costretti a battersi; Raoul si fa inoltre promettere da Toki che se un giorno dovesse smarrire la retta via, il fratello dovrà fermarlo. Proprio in virtù della sua preparazione tecnica e carattere Toki viene considerato il più indicato come successore della scuola di Hokuto, ma durante uno dei bombardamenti atomici rimane esposto alle radiazioni nucleari per permettere a Ken e Julia di salvarsi, e l'avvelenamento da radiazione sostenuto lo debilita precludendogli il titolo. Ormai compromesso dalla malattia, Toki decide di usare le sue conoscenze a fini medici divenendo un guaritore ambulante e guadagnandosi il soprannome di "Salvatore", insediatosi nel Villaggio dei Miracoli. Verrà raggiunto da Raoul e circondato dal suo esercito, ma si consegna senza opporre resistenza e viene imprigionato nella fortezza-prigione di Cassandra. Uno dei suoi allievi è Amiba, uomo spregevole che prende il posto di "Salvatore" dopo il suo arresto.
Quando Ken espugna Cassandra, Toki si ricongiunge con lui. Aiuta quindi il fratello nello scontro contro Raoul, prima paralizzandolo per combattere al suo posto e poi separando Kenshiro e Raoul dopo che lo scontro finisce in parità. Dopo la sconfitta di Souther, Toki decide di affrontare una volta per tutte Raoul per rispettare la promessa che si erano fatti da bambini. Seppur debilitato dalla malattia Toki si dimostra all'altezza del rivale, ma è infine sconfitto da Raoul che decide però di risparmiarlo. Toki passa i giorni che gli restano da vivere guarendo il maggior numero possibile di persone; un giorno riceve però la visita di Ryuga che lo attacca per spingere Kenshiro a battersi con lui, e Toki soccombe infine alla malattia e alle ferite riportate.
Toki è il protagonista del manga spin-off Toki - Il santo d'argento, in cui viene approfondita la sua vita con particolare riferimento agli anni trascorsi nel Villaggio dei Miracoli. Altre apparizioni di rilievo avvengono nell'OAV Ken il guerriero - La leggenda di Toki e nella serie TV Raoh - Il conquistatore del cielo in cui viene rivelato che è stato imprigionato a Cassandra per ordine di Raoul. È doppiato in giapponese da Takaya Hashi da adulto e Ryō Horikawa da bambino nella serie tv, Hideyuki Tanaka in Ken il guerriero - La trilogia, Ken'yū Horiuchi in Ken il guerriero - La leggenda, Hiroki Tōchi in Raoh - Il conquistatore del cielo, e in italiano da Wladimiro Grana (ep. 33-46), Marco Mete (ep. 47-72), Bruno Cattaneo (ep. 76-109), Daniela Caroli e Stefanella Marrama da bambino, Vittorio De Angelis in Ken il guerriero - La trilogia, e Ivo De Palma in Ken il guerriero - La leggenda e Raoh - Il conquistatore del cielo.

### Jagger
Jagger (ジャギ?, Jagi) è il fratello adottivo di Raoul, Toki e Kenshiro. È un uomo malvagio, crudele e meschino. Non ha mai realmente compreso lo spirito della Divina Scuola di Hokuto, limitandosi ad apprenderne gli insegnamenti basilari. La sua codardia e la consapevolezza di essere inferiore ai suoi fratelli lo portano a usare ogni genere di imbroglio e trucco; in combattimento ricorre anche spesso a un fucile a canne mozze. Estremamente contrariato alla nomina di Ken come successore di Hokuto, Jagger lo sfida ma ne esce sconfitto e con il volto orribilmente deformato. Di conseguenza riveste la sua scatola cranica con un'imbracatura metallica di contenimento e nasconde il suo volto dietro un elmo intimidatorio. Desideroso di vendicarsi contro Ken, istiga Shin a rapire Julia, quindi si infligge sette cicatrici identiche alle sue per rovinare la sua reputazione compiendo le più bieche malefatte spacciandosi per lui. Ken lo trova e i due si affrontano. Jagger cerca di dare fuoco a Ken inondandolo di benzina, ma soccombe inesorabilmente alla superiorità del rivale, che lo fa esplodere. In punto di morte, Jagger dà a Ken la notizia che Toki e Raoul sono ancora vivi e che in futuro potrebbero affrontarlo.
In Ken il guerriero - Il film è chiamato Jagy e appare ripercorrendo quello che avviene nella serie tv ma con un ruolo maggiore. In Raoh - Il conquistatore del cielo Jagger è un subordinato di Raoul. Nei manga spin-off è chiamato col nome originale: Jagi. A lui è dedicato inoltre il manga Jagi il fiore malvagio, il quale approfondisce il passato del personaggio all'inizio del suo addestramento nella scuola di Hokuto.
È doppiato in giapponese da Kōji Totani nella serie tv, Chikao Ōtsuka in Ken il guerriero - Il film e David Itō in Ken il guerriero - La leggenda, e in italiano da Bruno Cattaneo nella serie tv, Marcello Mandò in Ken il guerriero - Il film e Gianluca Iacono in Ken il guerriero - La leggenda.

### Ryuken
Ryuken (リュウケン?, Ryūken) è il 63º maestro della Divina Scuola di Hokuto. Non avendo figli propri, adotta quattro bambini, Raoul, Toki, Jagger e Kenshiro, riservandosi di scegliere a tempo debito chi di loro gli sarebbe succeduto. Designa infine Kenshiro come proprio erede. Per evitare che Raoul utilizzi la tecnica di Hokuto in maniera inappropriata, Ryuken decide di sigillare il pugno del suo allievo, ma al momento di sferrare il colpo decisivo viene colpito da un attacco di cuore, permettendo a Raoul di ucciderlo. Per lungo tempo Ken crede che Ryuken sia morto per una malattia, fino a quando Toki non gli rivela la verità. Nel manga Ken il guerriero: Le origini del mito viene rivelato che il vero nome di Ryuken è Ramon Kasumi (霞 羅門?, Kasumi Ramon) e che egli è il figlio di Tesshin Kasumi, il 61º successore della Divina Scuola di Hokuto, e il fratello minore di Kenshiro Kasumi.
È doppiato in giapponese da Ryūji Saikachi nella serie tv e in Ken il guerriero - Il film, Mugihito in Ken il guerriero: Le origini del mito, Chikao Ōtsuka in Ken il guerriero - La leggenda e Atsushi Ono in Raoh - Il conquistatore del cielo, e in italiano da Bruno Cattaneo nella serie tv, Massimo Milazzo in Ken il guerriero - Il film, Maurizio Scattorin in Ken il guerriero - La leggenda e Raffaele Farina in Raoh - Il conquistatore del cielo.

### Koryu
Koryu (コウリュウ?, Kōryū) è un vecchio rivale di Ryuken alla carica di successore della Divina Scuola di Hokuto. I due, dopo essersi scontrati senza alcun vincitore, giungono alla conclusione che è inutile continuare a combattere fino alla morte e Koryu decide di farsi da parte, autosigillando la propria tecnica e ritirandosi a vita ascetica. In seguito Raoul lo sfida per scoprire se la ferita infertagli da Kenshiro nel loro primo scontro è completamente guarita. Nonostante dimostri un'abilità di combattimento quasi intoccata dall'età, Koryu viene ucciso da Raoul, che però decide di risparmiare i suoi due figli: Zeus e Aus. È doppiato da Hidekatsu Shibata e Giorgio Giuliano.

## Sacra Scuola di Nanto
La Sacra Scuola di Nanto (南斗聖拳?, Nanto Sei Ken, lett. "Sacro colpo del Mestolo del Sud") è una tecnica di arti marziali che si prefigura come l'opposto della Divina Scuola di Hokuto: mentre infatti Hokuto si concentra nella distruzione del corpo dall'interno, Nanto insegna ai suoi adepti a fare a pezzi i propri avversari con tagli e affondi, rendendo i propri arti affilati come lame. A differenza di Hokuto, inoltre, Nanto non ha uno stile unico ma è divisa in 108 sette che prevedono una grandissima varietà di colpi. I vari rami fanno capo a sei stili principali, i cui maestri sono detti i Sei Guerrieri Sacri di Nanto (南斗六聖拳?, Nanto Roku Sei Ken). Il destino di ciascuno di essi è legato a una delle sei stelle della costellazione del Mestolo del Sud e le loro tecniche, a eccezione del sesto, si ispirano ai movimenti di un uccello simbolico.

### Shin
Shin (シン?) è il guerriero di Nanto nato sotto la stella del sacrificio. È il maestro del Pugno dell'Aquila Solitaria di Nanto (南斗孤鷲拳?, Nanto Koshū Ken), basato su colpi di punta portati sia con le gambe sia con le mani e dotati di un'elevata capacità di penetrazione. Grande amico e rivale in gioventù di Kenshiro, brama segretamente Julia. Istigato da Jagger, sfida allora Ken e gli incide sul petto le sette ferite a forma di costellazione del Grande Carro per poi rapire Julia. Shin assume quindi il titolo di Re e si mette a capo di un esercito personale stanziato nella città di Croce del Sud, che si fa costruire apposta, conquistando territori, attaccando villaggi e saccheggiando oro e preziosi. Sebbene il suo scopo sia quello di ricoprire di attenzioni Julia, i crimini che compie nel suo nome la inorridiscono, e la donna tenta il suicidio gettandosi dal tetto del suo palazzo; Julia sopravvive però alla caduta e viene quindi affidata da Shin ai Cinque Astri in cerchio affinché la proteggano. All'arrivo di Ken gli scaglia contro tutti i suoi generali e soldati, e infine lo affronta nella sua città, ma Ken è notevolmente migliorato dal loro ultimo incontro e lo sconfigge imprimendogli sul petto sette ferite a forma di costellazione della Croce del Sud. Ferito a morte, Shin mente a Ken, affermando che Julia è morta, e si getta dal palazzo, volendo morire per mano sua e non del rivale. Quest'ultimo dà poi comunque al corpo del nemico una degna sepoltura.
È doppiato in giapponese da Toshio Furukawa nella serie tv e nel film e Takuya Kirimoto in Ken il guerriero - La leggenda, e in italiano da Bruno Cattaneo nella serie tv, Massimo Milazzo nel film, Gabriele Calindri in Ken il guerriero - La leggenda di Julia e Claudio Ridolfo in Ken il guerriero - La leggenda del vero salvatore.

### Rei
Rei (レイ?) è il guerriero di Nanto nato sotto la stella della giustizia. È il maestro del Pugno dell'Uccello d'Acqua di Nanto (南斗水鳥拳?, Nanto Suichō Ken), uno stile che si basa principalmente su salti e tecniche aeree e che è considerato il più aggraziato ed elegante dei rami di Nanto. Un giorno mentre Rei è impegnato in allenamento, un uomo con sette cicatrici, in realtà Jagger, assalta la sua famiglia, uccidendo i genitori e rapendo sua sorella Aily. Messosi in cerca della ragazza, Rei stringe un patto con il Clan della Zanna per attaccare il villaggio di Mamiya, ma una volta recatosi sul posto e incontrata la donna e Kenshiro, cambia schieramento e passa dalla parte dei difensori. Per vendicarsi, il Clan della Zanna trova e rapisce Aily, minacciando di ucciderla, ma grazie all'intervento di Ken, Rei e Mamiya la ragazza viene salvata e la banda sgominata. Divenuto buon amico di Ken, per ripagare il suo debito con lui lo accompagna nel suo viaggio, aiutandolo nelle lotte contro Amiba e nella prigione di Cassandra. Quando il villaggio di Mamiya viene assalito dall'esercito del Re di Hokuto, Rei combatte contro Raoul, il quale lo sconfigge colpendogli uno tsubo che gli lascia soli tre giorni di vita. Ormai innamoratosi di Mamiya, il guerriero decide di dedicare i suoi ultimi istanti a sconfiggere Yuda, colui che in passato aveva rapito e ridotto in schiavitù la donna amata. Con l'aiuto di Toki, che gli prolunga la vita di un giorno al prezzo di atroci sofferenze, Rei riesce ad affrontare Yuda al meglio delle sue capacità e a ucciderlo. Poi si ritira dai suoi amici per morire in pace. Rei appare come co-protagonista in Ken il guerriero - Il film ed è il protagonista del manga Rei: l'oscuro lupo blu, ambientato prima del suo incontro con Kenshiro, in cui il maestro di Nanto aiuta Yuu a diventare la regina di Asgarzul.
È doppiato in giapponese da Kaneto Shiozawa nella serie tv e Ken il guerriero - Il film e Shin'ichirō Miki in Ken il guerriero - La leggenda, e in italiano da Bruno Cattaneo nella serie tv, Francesco Caruso Cardelli in Ken il guerriero - Il film Luigi Rosa in Ken il guerriero - La leggenda e Simone D'Andrea nel ridoppiaggio di Ken il guerriero - Il film.

### Yuda
Yuda (ユダ?) è il guerriero di Nanto nato sotto la stella traditrice. È il maestro del Pugno della Gru Rossa di Nanto (南斗紅鶴拳?, Nanto Kōkaku Ken), che prevede colpi di taglio a lungo raggio utilizzando principalmente le dita e le braccia. Persegue degli ideali di perfezione estetica, con particolare attenzione al trucco, e si ritiene il guerriero più potente e bello. Dopo la guerra nucleare secede da Nanto insieme alle sue 23 fazioni, indebolendo la scuola e collaborando con Raoul. In seguito rapisce Mamiya per farla entrare nel proprio harem di belle fanciulle da cui ama farsi circondare. Per vendicare l'onore di Mamiya, Rei lo affronta a duello ferendolo a morte. Nei suoi ultimi istanti di vita Yuda confessa la sua grande ammirazione per Rei, che considera superiore per bellezza e abilità e verso il quale ha avuto un complesso di inferiorità fin dal giorno in cui l'ha conosciuto. Yuda appare anche in Raoh - Il conquistatore del cielo, in cui si allea con Souther per combattere contro Raoul.
È doppiato in giapponese da Bin Shimada nella serie tv e Kishō Taniyama in Raoh - Il conquistatore del cielo, e in italiano da Giorgio Giuliano nella serie tv e Alessandro Rigotti in Raoh - Il conquistatore del cielo.

### Shu
Shu (シュウ?, Shū) è il guerriero di Nanto nato sotto la stella della benevolenza. È il maestro del Pugno dell'Airone Bianco di Nanto (南斗白鷺拳?, Nanto Hakurō Ken), tecnica basata prevalentemente sull'uso delle gambe e di calci volanti per tagliare a pezzi gli avversari. In passato affrontò Kenshiro nell'ambito di un incontro tra Hokuto e Nanto, ma dopo averlo sconfitto decise di risparmiargli la vita in cambio della propria vista. Rimasto cieco, da allora Shu combatte utilizzando l'udito e il tatto come orientamento ed è in grado di captare la presenza e seguire i movimenti altrui avvertendo le intenzioni omicide e lo spirito combattivo. Dopo la guerra nucleare guida un movimento di resistenza alla dittatura di Souther e ai suoi metodi sanguinari e tirannici, ponendosi a protezione di molti cittadini indifesi e bambini. Dopo essersi riunito a Ken, Shu decide di affrontare il suo nemico a viso aperto, ma facendo leva sugli ostaggi, Souther gli recide i tendini delle gambe incapacitandolo. Viene quindi costretto a trasportare la pietra che dovrà essere posta sulla sommità della piramide fatta costruire da Souther. Giunto in cima al prezzo di atroci sofferenze, Shu viene bersagliato da diverse frecce scoccate dai soldati e trafitto da una lancia scagliata da Souther, per poi morire schiacciato dal peso della pietra.
È doppiato in giapponese da Katsuji Mori nella serie tv e Hōchū Ōtsuka in Ken il guerriero - La leggenda, e in italiano da Bruno Cattaneo nella serie tv e Marco Balzarotti in Ken il guerriero - La leggenda.

### Souther
Souther (サウザー?, Sauzā), traslitterato anche come Sauzer, è il più forte e crudele tra i Sei Sacri Guerrieri di Nanto e rappresenta la stella del comando. È il maestro del Pugno della Fenice Mitologica di Nanto (南斗鳳凰拳?, Nanto Hōō Ken), lo stile più micidiale della scuola, basato sull'offensiva, sulla velocità e sull'utilizzo dello spirito combattivo. Souther venne instradato a questo stile da Ogai, che lo trovò orfano ancora in fasce e lo adottò diventandone il maestro. Il giorno della sua prova finale, però, a Souther venne imposto di combattere bendato contro un misterioso rivale; con una tecnica perfetta Souther ferì mortalmente l'avversario che si rivelò essere Ogai, il quale, morendo, gli spiegò che anche nella scuola della Fenice di Nanto deve esserci un unico maestro. Il trauma per la morte dell'unica persona a lui cara incrudelì Souther, che da quel giorno rinnegò ogni forma d'amore. Dopo la guerra nucleare diventa un dittatore spietato, autoproclamandosi Sacro Imperatore (聖帝?, Seitei) e schiavizzando giovani e bambini per farsi costruire un'enorme piramide a forma di croce come mausoleo per il suo maestro. Al loro primo incontro sconfigge Kenshiro e successivamente, minacciando i bambini presi in ostaggio, costringe Shu a morire di sua mano schiacciato dalla pietra al vertice del mausoleo. Ken, furioso, lo sfida nuovamente, scoprendo il segreto del suo corpo che rende anche le tecniche di Hokuto inefficaci, ovvero che i suoi organi e tsubo sono invertiti; a quel punto lo sconfigge, permettendo a Souther di riappacificarsi coi suoi sentimenti e di morire in pace sotto alla statua di Ogai.
Souther è il principale avversario di Kenshiro nel film Ken il guerriero - La leggenda di Hokuto e compare anche in Raoh - Il conquistatore del cielo, dove in qualità di Sacro Imperatore si scontra con l'esercito del Re di Hokuto prima di stipulare un trattato di non belligeranza. Appare poi come protagonista nel manga parodistico Hokuto no Ken: Ichigo Aji, dove viene reinterpretato come una figura comica e grottesca.
È doppiato in giapponese da Banjō Ginga nella serie tv, Akio Ōtsuka in Ken il guerriero - La leggenda e Toshihiko Seki in Raoh - Il conquistatore del cielo, e in italiano da Sergio Antonica nella serie tv, Diego Sabre in Ken il guerriero - La leggenda e Massimiliano Lotti in Raoh - Il conquistatore del cielo.

### Julia
Julia (ユリア?, Yuria) è l'erede della tradizione di Nanto e rappresenta la misericordiosa stella dell'amore materno. Non ha doti combattive ma il suo animo gentile ed empatico le permette di lenire il dolore altrui con il solo tocco delle mani. Da bambina era molto chiusa in sé stessa e viveva senza parlare e senza esprimere emozioni, ma dopo aver conosciuto gli allievi di Ryuken della scuola di Hokuto inizia ad aprire il suo cuore agli altri. Sorella di Ryuga e fidanzata di Kenshiro, è ammirata e desiderata anche da Raoul, Toki, Shin e Juza. Quando Ken viene sconfitto da Shin, Julia accetta di seguirlo a Croce del Sud per salvare il suo amato dalle torture e dalla morte. Stanca dei continui soprusi e crimini perpetrati da Shin, decide poi di suicidarsi gettandosi dal tetto del palazzo in cui è rinchiusa, ma ancora esanime viene salvata dai Cinque Astri in cerchio di Nanto, che la portano al sicuro. Rimasta l'ultima dei Sei Sacri Guerrieri di Nanto, ordina ai Cinque Astri di affrontare Raoul e il suo esercito, cercando al tempo stesso di ricongiungersi con Ken. Alla fine però è Raoul a giungere per primo al suo cospetto. Intenzionato ad aprire il suo cuore alla tristezza per superare Ken, Raoul intende ucciderla, ma dopo aver scoperto che la ragazza è affetta da una malattia terminale usa i suoi poteri per allungarle la vita di qualche anno, che Julia passa felicemente in compagnia di Ken.
.
La serie Ken il guerriero - La leggenda mostra cosa accade a Julia dopo il suo salvataggio da parte dei Cinque Astri in cerchio e come prende il posto di ultimo guerriero di Nanto. In essa inoltre la donna è incinta del figlio di Ken.
È doppiata in giapponese da Yuriko Yamamoto nella serie tv e in Ken il guerriero - Il film e Yuriko Ishida in Ken il guerriero - La leggenda, e in italiano da Daniela Caroli nella serie tv, Ludovica Marineo in Ken il guerriero - Il film,  Patrizia Mottola in Ken il guerriero - La leggenda e Myriam Catania nel ridoppiaggio di Ken il guerriero - Il film.

## Cinque Astri in cerchio
I Cinque Astri in cerchio di Nanto (南斗 五車聖?, Nanto Goshasei), chiamati le Cinque Forze di Nanto nell'anime, sono le guardie del corpo del sesto guerriero sacro di Nanto. Essi non appartengono a nessuno dei 108 rami della Sacra Scuola di Nanto ma fanno riferimento alle stelle della costellazione dell'Auriga (馭者座?, Gyoshaza) e ciascuno di essi è guidato da un elemento.

### Hyui
Hyui del Vento (風のヒューイ?, Kaze no Hyūi), chiamato Wein figlio del Vento nell'anime, è il membro dei Cinque Astri associato all'elemento aria. La sua tecnica di combattimento, chiamata Pugno del Vento Separatore dei Cinque Astri (五車風裂拳?, Gosha Fūretsu Ken), si basa sul controllo delle correnti d'aria e gli permette di colpire gli avversari a distanza e di aumentare la velocità di movimento dei suoi gesti. A capo della Brigata del Vento, Hyui è il primo dei Cinque Astri a entrare in azione per fermare l'avanzata di Raoul verso il palazzo dell'ultimo guerriero di Nanto, ma sia lui che i suoi uomini vengono sterminati in poco tempo.
È doppiato in giapponese da Kazuyuki Sogabe nella serie tv e Hiroshi Tsuchida in Ken il guerriero - La leggenda, e in italiano da Sergio Antonica nella serie tv e Alessandro Zurla in Ken il guerriero - La leggenda.

### Shuren
Shuren delle Fiamme (炎のシュレン?, Honō no Shuren), chiamato Shuren figlio del Fuoco nell'anime, è il membro dei Cinque Astri associato all'elemento fuoco. La sua tecnica di combattimento è il Pugno della Fiamma Passionale dei Cinque Astri (五車炎情拳?, Gosha Enjō Ken) ed è basata sul controllo del fuoco che avviene grazie alla possibilità di incendiare l'aria con la propria energia combattiva. Comandando l'Armata delle Fiamme Rosse, Shuren si fa incontro a Raoul dopo la sconfitta di suo fratello Hyui. Nello scontro decide di immolarsi per incenerire Raoul tra le sue fiamme, ma neanche il suo sacrificio è sufficiente a fermare l'avversario.
È doppiato in giapponese da Norio Wakamoto nella serie tv e Nobuyuki Hiyama in Ken il guerriero - La leggenda, e in italiano da Marco Mete nella serie tv e Alessandro Maria D'Errico in Ken il guerriero - La leggenda.

### Fudo
Fudo della Montagna (山のフドウ?, Yama no Fudō) è uno dei Cinque Astri in cerchio di Nanto, così chiamato per via della sua immensa mole e della sua tecnica di combattimento. È il maestro del Pugno Squarcia Montagne dei Cinque Astri (五車山峨斬?, Gosha Sanga Zan), uno stile che si focalizza sulla forza bruta e sull'utilizzo di potenti prese. In passato era un terribile predone denominato Fudo l'Orco o Fudo il Demone (悪鬼のフドウ?, Akki no Fudō) ed era talmente crudele da intimorire persino un Raoul ancora adolescente. Il suo modo di vivere cambia però dopo l'incontro con la giovane Julia, che gli insegna il valore della vita: da allora diventa un uomo gentile e bonario, e adotta numerosi orfani prendendosene cura come padre adottivo. Mentre il suo esercito personale, l'Armata Verde Splendente, affronta le forze di Raoul per rallentarle, Fudo si unisce a Kenshiro, Burt e Lynn per guidarli alla capitale di Nanto e nel corso del viaggio rivela a Ken l'identità dell'ultimo generale. In seguito Raoul lo sfida in combattimento al fine di superare le sue paure. Nello scontro Fudo scatena tutto il suo spirito combattivo a protezione dei suoi bambini, riuscendo a far indietreggiare l'avversario, ma viene ucciso da una salva di frecce scoccata dall'esercito del Re di Hokuto. In punto di morte affida a Ken i suoi bimbi e la salvezza del mondo.
Al personaggio è stato dedicato il manga Scrap Mountain, spin-off serio autoconclusivo inserito nella serie parodistica Hokuto no Ken: Ichigo Aji, che fa luce sul triste passato di Fudo e sui motivi che l'hanno spinto a diventare Fudo l'Orco.
È doppiato in giapponese da Shōzō Iizuka nella serie tv e Daisuke Gōri in Ken il guerriero - La leggenda, e in italiano da Bruno Cattaneo nella serie tv e Luca Semeraro in Ken il guerriero - La leggenda.

### Juza
Juza delle Nuvole (雲のジュウザ?, Kumo no Jūza) è uno dei Cinque Astri in cerchio di Nanto, così chiamato per via del suo temperamento mutevole, apparentemente non legato a niente e nessuno e "libero come una nuvola". Ritenuto il più abile e prodigioso combattente dei Cinque Astri, pratica uno stile di combattimento peculiare che chiama Pugno dell'Autodidatta (我流拳?, Garyū Ken), e che è basato sull'improvvisazione e sull'assenza di posizioni o movimenti prestabiliti. Rimasto orfano in giovane età, Juza crebbe insieme a Julia sviluppando per lei un sentimento di amore, tuttavia il suo sogno di chiedere la mano della donna venne infranto quando scoprì di essere il suo fratellastro, nato da una relazione extraconiugale. La delusione d'amore lo porta a vivere una vita superficiale, spensierata e incurante delle richieste degli altri Cinque Astri; quando però Julia gli rivela la sua identità di ultimo guerriero di Nanto, accetta di combattere per lei contro Raoul. Nel loro primo scontro Juza riesce a catturare Re Nero per ritardare l'avanzata di Raoul, tuttavia, consapevole di non poter sconfiggere né tenere impegnato oltremodo l'avversario, lo riaffronta una seconda volta venendo sconfitto. Benché torturato, mantiene il segreto sull'identità dell'ultimo generale di Nanto fino alla morte, ma proprio la sua fermezza fa intuire a Raoul che si tratta di Julia.
È doppiato in giapponese da Yoshito Yasuhara nella serie tv e Keiji Fujiwara in Raoh - Il conquistatore del cielo, e in italiano da Marco Mete nella serie tv e Maurizio Merluzzo in Raoh - Il conquistatore del cielo.

### Rihaku
Rihaku del Mare (海のリハク?, Umi no Rihaku) è il decano e capo dei Cinque Astri in cerchio di Nanto. Troppo anziano per combattere seriamente, svolge il ruolo di stratega in virtù del suo genio tattico. È il padre di Tou. Dopo aver salvato Julia da Shin, Rihaku diventa il protettore e precettore della donna. Cerca di rallentare l'avanzata di Raoul, prima inviandogli contro gli altri Cinque Astri e poi piazzando una serie di trappole nel palazzo di Nanto. Quando queste falliscono, Rihaku è costretto ad affrontare Raoul, ma viene salvato da Ken. In seguito si unisce all'esercito di Hokuto, diventando stratega e consigliere di Burt e Lynn nella loro lotta contro la Capitale Imperiale. Nella serie tv si reca inoltre insieme a Burt nella Terra dei Demoni.
È doppiato in giapponese da Takeshi Aono nella serie tv e Katsuhisa Hōki in Ken il guerriero - La leggenda, e in italiano da Giorgio Giuliano (ep. 83-85), Bruno Cattaneo (ep. 86, 92, 101-102), Sandro Dori (ep. 87-89, 93-95), Ambrogio Colombo (ep. 96-98), Sergio Antonica (ep. 99-100), Marcello Mandò (ep. 105-109 e seconda serie) nella serie tv e Marco Balbi in Ken il guerriero - La leggenda.

## Sublime Scuola di Gento
La Sublime Scuola di Gento (元斗皇拳?, Gento Kō Ken, lett. "Pugno imperiale della stella dominatrice"), chiamata anche Prodigiosa Arte di Gento nel manga e Scuola Imperiale di Gento nell'anime, è un'arte marziale nata per proteggere l'imperatore e considerata addirittura superiore alla Divina Scuola di Hokuto. Il suo simbolo è la stella polare. Lo stile di Gento si basa sulla proiezione dell'aura, sotto forma di luce, che permette di agire sulla materia; le tecniche di questa scuola sono pertanto in grado di congelare, incendiare, tagliare, perforare o far esplodere il nemico. I maestri di Gento sono caratterizzati ciascuno dal colore della luce con cui si manifesta la loro aura combattiva. Nel manga i generali di Gento sono tre, mentre nell'anime sono cinque con l'aggiunta di Borz e Tige che sostituiscono i figli di Jako.

### Falco
Falco (ファルコ?, Faruko), chiamato Falco della Luce Dorata nell'anime, è il successore della Sublime Scuola di Gento e il più forte, valoroso, onorevole e amato dei suoi generali. In passato affrontò Raoul che era intenzionato a razziarne il villaggio; conscio che uno scontro avrebbe portato alla morte di entrambi, decise di sacrificare la propria gamba destra, che in seguito sostituì con una protesi, come pagamento in cambio della sicurezza del villaggio e dei suoi concittadini. Quando nacquero due gemelle come eredi al titolo di imperatore, Falco si rifiutò di uccidere la neonata Lynn e la affidò in segreto a dei suoi parenti. In seguito l'imperatrice Rui viene rinchiusa in un luogo segreto dal viceré Jako, che da allora tiene sotto ricatto Falco affinché esegua tutti i suoi ordini. Viene incaricato pertanto di cancellare ogni traccia delle scuole di Hokuto e di Nanto e per questo si scontra con l'armata di Hokuto. È poi costretto ad affrontare Ken per difendere la Capitale Imperiale, combattendo con lui ad armi pari, ma quando Rui viene liberata dalla prigionia di Jako, il generale, libero dai suoi obblighi, si avventa sul viceré e lo uccide. In seguito Falco fa rotta verso la Terra dei Demoni per soccorrere Lynn, ma giunto sull'isola viene aggredito da uno shura e, ancora indebolito dal precedente scontro con Ken, ne esce gravemente ferito. Soccorso da Ken, gli chiede di premergli un punto di pressione in modo da poter concludere il combattimento al pieno delle forze anche se al prezzo della vita; riesce così a uccidere il proprio avversario prima di morire anche lui.
È doppiato in giapponese da Hideyuki Tanaka e in italiano da Bruno Cattaneo (ep. 115-116, 130) e Massimo Pizzirani (ep. 117-126).

### Soria
Soria (ソリア?), chiamato Soria della Luce Viola nell'anime, è un generale della Sublime Scuola di Gento. In passato sfidò a duello Falco, il quale gli strappò l'occhio sinistro che da allora porta coperto da una benda. Ciononostante dimostra una grande lealtà e devozione verso il generale d'oro. Soria intercetta Ken mentre corre in soccorso dell'esercito di Hokuto; lo affronta in combattimento riuscendo a ferirlo, ma viene infine ucciso. È doppiato da Michihiro Ikemizu e Marco Mete.

### Shoky
Shoky (ショウキ?, Shōki) è un generale dell'Impero Centrale e un amico di Falco. Grato per l'aiuto prestato da Kenshiro nella lotta contro alcuni banditi, offre a lui e a Julia ospitalità nel suo villaggio, dove i due passano gli ultimi anni di vita della donna. Tuttavia preferisce evitare di rivelare a Ken la sua identità, temendo di doverlo affrontare da nemico in futuro. Durante la guerra contro l'esercito di Hokuto, Shoky, stanco dei continui soprusi di Jako, si ribella al viceré e tenta di ucciderlo. Viene però fermato da Falco, il quale lo colpisce con un colpo segreto che lo fa apparire morto. Falco cerca poi di far uscire Shoky dalla Capitale Imperiale camuffato da cadavere attraverso un canale di scolo, ma lo stratagemma viene intuito da Shino, il figlio di Jako, che trafigge l'involucro che contiene Shoky con una lancia, ferendolo a morte. Giunto fuori dalla capitale, il suo corpo viene ritrovato e riconosciuto da Ken. Nel manga non viene specificata la sua appartenenza alla scuola di Gento, mentre nell'anime è uno dei suoi generali con il nome di Shoky della Luce Rossa. È doppiato da Tesshō Genda e Massimo Milazzo.

## Arcana Arte di Hokuto
L'Arcana Arte di Hokuto (北斗琉拳?, Hokuto Ryū Ken, lett. "Pugno della gemma azzurra del Grande Carro"), chiamata Splendente Scuola di Hokuto, Scuola della Gemma di Hokuto o Divina Arte dell'Hokuto Gemmy nell'anime, è un sistema di arti marziali che si è sviluppato dalle stesse tecniche di base da cui è nata anche la Divina Scuola di Hokuto: è infatti nata per mano di Ryū, cugino di Shuken e capostipite del ramo cadetto della dinastia di Hokuto, nello stesso periodo in cui veniva codificata la Divina Arte. L'Arcana Arte è considerata la tecnica gemella della Divina Scuola di Hokuto; anch'essa basa la propria efficacia sugli tsubo, che però sono 1109 contro i 708 del ramo principale. Viene definita "demoniaca" per via degli influssi malefici che ha sui suoi adepti, tanto che gli anziani di Hokuto decisero di bandirla.

### Orca
Orca (シャチ?, Shachi), chiamato Ork il Rosso nell'anime, è il figlio del pirata Orca Rossa. Da bambino seguì il padre durante la fallimentare spedizione verso la Terra dei Demoni e, dopo che questi venne messo in fuga, rimase abbandonato sull'isola. Qui incontrò Leia, della quale si innamorò. Per proteggerla, Orca divenne il quarto adepto di Jukei dell'Arcana Arte di Hokuto, e iniziò a usare le nuove tecniche apprese per fare scempio di shura in segreto di notte, tanto da guadagnarsi il soprannome di Rakshasa (羅刹? lett. "Divoratore di shura"). Corrotto dalla natura malvagia dell'Arcana Arte, egli perse però l'amore di Leia che decise di distanziarsi da lui. All'arrivo di Ken sull'isola, Orca rapisce Lynn e la utilizza per farlo combattere contro i tre generali delle tenebre, salvo poi collaborare in prima persona con Kenshiro. Dopo la sconfitta di Ken per mano di Kaiou è Orca a portare in salvo l'amico, e in seguito si cava l'occhio sinistro per sviare i sospetti di Hyou. Durante lo scontro tra i due fratelli colpisce alle spalle Hyou, permettendogli di recuperare i suoi ricordi sigillati. Orca si reca poi nel santuario della dinastia principale di Hokuto, dove viene affrontato, mutilato e ucciso da Kaiou. In punto di morte ritrova però la serenità per essersi riconciliato con Leia.
È doppiato in giapponese da Hirotaka Suzuoki e in italiano da Bruno Cattaneo (ep. 124-125) e Massimo Milazzo (ep. 126-152).

### Khan
Khan (ハン?, Han), chiamato Han in alcune edizioni del manga e Ronn nell'anime, è il terzo generale delle tenebre della Terra dei Demoni. Il suo stile di combattimento all'interno dell'Arcana Arte di Hokuto è caratterizzato dalla rapidità dei colpi, che effettua a velocità tale che a volte non vengono neanche percepiti dai suoi avversari. Arrogante e sicuro di sé, afferma di aver perso il conto di quanti avversari abbia ucciso passata la soglia dei cento. Khan affronta Orca riuscendo ad avere la meglio, ma è infine sconfitto da Kenshiro che lo attacca per liberare Lynn. Prima di morire, Khan rivela a Ken la verità sulle sue origini. La sua salma, caduta in un fiume, giunge infine al castello di Hyou, il quale giura di vendicarlo. È doppiato in giapponese da Kōji Totani e in italiano da Marcello Mandò (ep. 126-127) e Gabriele Carrara (ep. 128-129).

### Hyou
Hyou (ヒョウ?, Hyō), chiamato Hyo nell'anime, è il secondo generale delle tenebre. È il fratello maggiore di Kenshiro e un esponente della dinastia principale di Hokuto. Quando scoppia un conflitto nella Terra dei Demoni, Hyou è separato da suo fratello, che è inviato insieme a Raoul e Toki presso Ryuken affinché apprenda la Divina Scuola di Hokuto. Hyou diviene invece allievo di Jukei dell'Arcana Arte di Hokuto; Jukei lo favorisce in virtù della sua discendenza, a discapito di Kaiou. Il maestro, inoltre, tenta di imporgli un siglillo alla memoria così da cancellargli il ricordo di Ken e dell'affetto che prova per lui e al fine di nascondere per sempre l'ubicazione della tecnica segreta in grado di minacciare l'egemonia dell'Arcana Arte, che solo Hyou conosce. A insaputa di Jukei il sigillo non ha effetto, ma Kaiou ne impone uno nuovo e più potente, con cui Hyou dimentica tutto del suo passato e si convince di essere il fratello biologico di Kaiou.
Dopo l'arrivo di Ken nella Terra dei Demoni, Hyou affronta Jukei, che vorrebbe togliergli il sigillo, e lo sconfigge, uccidendolo. Deve poi subire la morte dell'amata Sayaka, sorella di Kaiou e sua promessa sposa, uccisa da Kaiou stesso; la colpa dell'assassinio, però, viene fatta ricadere su Kenshiro. Questi due eventi lo fanno sprofondare completamente nella malvagità dell'Arcana Arte. Accecato dall'odio, attacca Ken, ma durante lo scontro riacquista la memoria e si riunisce a suo fratello per fermare le macchinazioni di Kaiou. Hyou rivela quindi il luogo dov'è custodita l'ultima tecnica della dinastia principale di Hokuto e in seguito salva Lynn da un esercito di shura. Sentendosi responsabile per il dolore e le azioni di Kaiou, si reca sul luogo dello scontro tra il generale e Ken e si riappacifica con Kaiou morendo tra le sue braccia.
È doppiato in giapponese da Shinji Ogawa e in italiano da Ambrogio Colombo (ep. 131-139) e Massimo Milazzo (ep. 140-152).

### Kaiou
Kaiou (カイオウ?, Kaiō), Kaio in alcune edizioni del manga e nell'anime, è il primo generale delle tenebre. È un guerriero formidabile, talmente immerso nell'Arcana Arte da indossare una speciale armatura che limita il raggio d'azione della sua aura malefica. Kaiou è il fratello maggiore di Raoul e Toki, ma da bambino venne separato da loro quando i due fratelli più giovani furono inviati da Ryuken per diventare allievi della Divina Scuola di Hokuto, mentre lui rimase nella Terra dei Demoni sotto la guida di Jukei dell'Arcana Arte di Hokuto. Discendente del ramo cadetto della dinastia di Hokuto, Kaiou sviluppa un odio viscerale per la dinastia principale a causa del fatto che è costretto da Jukei a umiliarsi di fronte a Hyou nonostante sia un guerriero di maggior talento, e perché sua madre si sacrificò per salvare la vita ai piccoli Kenshiro e Hyou. Tale risentimento lo porta negli anni a rinnegare i suoi affetti e a cancellare in lui ogni barlume di umanità. Dopo aver posto un sigillo ai ricordi di Hyou e averlo manipolato dalla sua parte, si erge a guida del paese, trasformando la Terra dei Demoni in una società brutale e sanguinaria.
Dopo la sconfitta di Khan per mano di Kenshiro, Kaiou rapisce Lynn con la quale intende generare un discendente. Nel tentativo di salvare la ragazza, Ken sfida il generale ma viene sconfitto dalla sua aura diabolica. Dopo che il giovane riesce a salvarsi, Kaiou uccide la sua stessa sorella Sayaka, fidanzata di Hyou, in modo da far ricadere la colpa su Ken e portare i due fratelli a combattersi tra loro. Durante lo scontro però Hyou recupera la memoria e Kaiou è costretto a intervenire per evitare che i suoi nemici recuperino la tecnica segreta della dinastia principale di Hokuto, l'unica in grado di batterlo; a causa dell'intervento di Orca fallisce nel suo intento, e ferito si ritira dopo aver ucciso il giovane. Risfidato da Ken, Kaiou viene infine sconfitto e si rende conto di aver gettato via la sua vita dedicandola al male. Quindi, tenendo il corpo di Hyou tra le braccia, con cui si è infine riappacificato, si uccide facendosi travolgere da un'eruzione di magma.
È doppiato in giapponese da Kenji Utsumi e in italiano da Ambrogio Colombo, Marcello Mandò (ep. 140-141) e Gabriele Carrara (ep. 145-146).

### Jukei
Jukei (ジュウケイ?, Jūkei) è il maestro dell'Arcana Arte di Hokuto. In passato, in preda alla sua furia demoniaca assassinò la moglie e il figlio ma Ryuken lo aiutò a rinsavire. Distrutto dalle sue colpe, giurò di non tramandare mai più a nessuno l'Arcana Arte. Quando in seguito una guerra colpì la Terra dei Demoni, Jukei spedì Raoul, Toki e Kenshiro da Ryuken affinché potessero apprendere la Divina Arte di Hokuto; poi, per proteggere il paese in attesa di un salvatore, ruppe la sua promessa e insegnò l'Arcana Arte a tre allievi: Kaiou, Khan e Hyou. A quest'ultimo impresse inoltre un sigillo, in modo da fargli dimenticare il suo passato e il nascondiglio della tecnica finale della dinastia principale di Hokuto, l'unica in grado di sopraffare l'Arcana Arte di Hokuto. Quando i tre crebbero sotto l'influsso nefasto dell'Arcana Arte, Jukei decise di opporsi alla loro tirannia, prendendo un quarto allievo, Orca, e collaborando con Leia a educare i piccoli shura alla pace e al rispetto. All'arrivo di Ken sull'isola, Jukei affronta Hyou per togliergli il sigillo, ma a sua insaputa Kaiou ne aveva posto uno più potente, che si attiva e che scatena in Hyou tutto il potere dell'Arcana Arte; quindi, posseduto dalla sua natura diabolica, l'allievo lo uccide . Compare da piccolo in Ken il guerriero: Le origini del mito in cui conosce Kenshiro Kasumi.
È doppiato in giapponese da Kōhei Miyauchi e in italiano da Gabriele Carrara e Massimo Milazzo (ep. 144, 149).

### Yaksha Nero
Yaksha Nero (黒夜叉?, Kuroyasha), chiamato Yasha Nero nell'anime, è un combattente dell'Arcana Arte di Hokuto, considerato addirittura più esperto del maestro Jukei nell'utilizzo delle tecniche. In combattimento utilizza delle lame fissate sulle mani. Minuto e anziano, svolge il ruolo di servitore della dinastia principale di Hokuto. Si frappone a Hyou per evitare che combatta contro suo fratello Ken, e, dopo che a Hyou è tornata la memoria, combatte al suo fianco contro le truppe di Kaiou. Nonostante insieme riescano a sbaragliare tutti i nemici, Yaksha Nero soccombe poi alle sue ferite. È doppiato in giapponese da Shigeru Chiba e in italiano da Ambrogio Colombo (ep. 140-147) e Massimo Milazzo (ep. 148-151).

## Altri personaggi principali e alleati

### Burt
Burt (バット?, Batto), chiamato Bart o Bat nell'anime, è un ragazzino che accompagna Kenshiro nei suoi viaggi. Burt crebbe insieme ad altri orfani nel villaggio della vecchia Toyo ma se ne allontanò per non gravare sul bilancio alimentare; da allora sopravvive come può nel difficile mondo post-apocalittico in cui è ambientata la storia, rubando cibo e acqua, oppure improvvisando spettacolini con la sua armonica a bocca. Incontra per la prima volta Ken quando viene catturato insieme a lui nel villaggio di Lynn con l'accusa di furto. Dopo essere evaso, Burt decide di seguire il guerriero come una sorta di aiutante per approfittare della sua forza, e lo accompagna insieme a Lynn in quasi tutte le sue avventure. Inizialmente scapestrato e opportunista, il suo comportamento matura sotto l'influenza di Ken, arrivando a diventare coraggioso e leale nei confronti dei suoi amici.
Diventato adulto e un guerriero forte e valoroso con alcuni rudimenti della Divina Arte di Hokuto, Burt istituisce insieme a Lynn l'Armata di Hokuto (北斗の軍?, Hokuto no Gun), un gruppo di resistenza che si contrappone all'oppressione dell'Impero Centrale. In seguito si reca nella Terra dei Demoni, dove soccorre Lynn ancora addormentata per via della tecnica di Kaiou, che gli viene affidata da Ken per vivere il loro futuro insieme. Sapendo però che Lynn è innamorata di Kenshiro, Burt rinuncia all'amore per lei e le cancella la memoria, poi riesce a riunirla a Ken, che ha perso anch'egli la memoria, affinché possano vivere felici insieme. Gli eventi lo portano poi a spacciarsi per Ken in modo da combattere contro Borge, un vecchio nemico di Kenshiro da questi accecato e tornato per vendicarsi. Burt viene catturato e ridotto in fin di vita, ma il suo coraggio richiama l'attenzione di Ken che recupera la memoria e sgomina la banda di Borge. Commossa dal suo sacrificio, Lynn decide di rimanere a vegliare sulla tomba del ragazzo, ma scopre con sorpresa che Ken ha rianimato Burt premendogli uno tsubo nascosto, così i due possono finalmente riunirsi.
È doppiato in giapponese da Mie Suzuki nella prima serie e in Ken il guerriero - Il film, Keiichi Nanba nella seconda serie e Daisuke Namikawa in Ken il guerriero - La leggenda, e in italiano da Graziella Polesinanti nella prima serie e in Ken il guerriero - Il film, Alessio Cigliano e Massimo Milazzo (ep. 151-152) nella seconda serie e Massimo Di Benedetto in Ken il guerriero - La leggenda.

### Lynn
Lynn (リン?, Rin) è una ragazzina orfana e muta incaricata di portare cibo e acqua ai detenuti della prigione del suo villaggio. Qui all'inizio della serie incontra Kenshiro e Burt, e, invaghitasi a prima vista dell'uomo, li aiuta a evadere di galera. Dopo che Ken le fa recuperare l'uso della voce e la salva dall'attacco di Zed, Lynn decide di seguire il guerriero e lo accompagna insieme a Burt in quasi tutti i suoi viaggi. Anni dopo ricompare cresciuta insieme a Burt alla guida dell'Armata di Hokuto, un gruppo di resistenza che si contrappone all'oppressione dell'Impero Centrale. Giunta alla Capitale Imperiale, Lynn scopre di essere la sorella gemella di Rui e la figlia dell'Imperatore del Cielo, che ancora in fasce il generale Falco allontanò dalla corte e affidò a dei suoi parenti per evitare di doverla uccidere.
Lynn viene poi rapita da Jusk, il figlio del viceré Jako, e portata nella Terra dei Demoni. Qui diventa l'oggetto delle attenzioni degli shura e di Kaiou, che intendono ottenere da lei una prole. All'arrivo di Ken, Kaiou le agisce su un punto di pressione chiamato cerchio della morte (死環白?, shikanhaku), che la fa cadere in uno stato di incoscienza e che la farà innamorare del primo uomo su cui poserà gli occhi al risveglio, lasciandola poi al suo destino. Prima che gli shura abusino di lei, Lynn è salvata da Kyou, Yaksha Nero e Burt. In seguito agli eventi della tecnica, Lynn e Burt diventano una coppia, ma, consapevole del fatto che la ragazza ama Ken, Burt le cancella la memoria e fa ricongiungere i due amanti. Dopo il sacrificio di Burt contro Borge, Lynn si accorge di amare il ragazzo e decide di rimanere a vegliare sulla sua tomba, ma scopre con sorpresa che Ken ha rianimato Burt premendogli uno tsubo nascosto, così i due possono finalmente riunirsi. Nel film del 1986, ambientato in una storia alternativa, Lynn possiede misteriosi poteri telepatici, e ha un legame particolare con Raoul, rivelandosi essere sua figlia.
È doppiata in giapponese da Tomiko Suzuki nella prima serie, Mīna Tominaga nella seconda serie, Tomiko Suzuki in Ken il guerriero - Il film e Maaya Sakamoto in Ken il guerriero - La leggenda, e in italiano da Daniela Caroli nella serie tv, Ludovica Marineo in Ken il guerriero - Il film, Tosawi Piovani e Benedetta Ponticelli in Ken il guerriero - La leggenda e  e Alice Villevieille Bideri nel ridoppiaggio di Ken il guerriero - Il film.

### Mamiya
Mamiya (マミヤ?) è una donna a capo di un villaggio in cui si trova a passare Kenshiro e che assomiglia molto a Julia. È un'abile combattente, che utilizza come arma primaria una coppia di yo-yo dotati di lame affilate. In passato Yuda uccise i genitori di Mamiya e catturò la donna, marchiandola e rendendola una concubina nel suo harem personale di belle ragazze; in seguito Mamiya riuscì a fuggire, ma a causa dell'onta subita rinnegò la sua condizione di donna diventando una guerriera al servizio del suo villaggio. Invaghitasi di Kenshiro pur sapendo di non avere speranze di conquistarlo, collabora con Ken e Rei a sgominare il Clan della Zanna e a trovare informazioni sulla posizione di Toki. Proprio Rei finisce per innamorarsi di lei e per dedicare i suoi ultimi giorni di vita a vendicarla, uccidendo Yuda. Dopo la morte di Rei, Mamiya resta nel suo villaggio a vegliare sulla sua tomba e fa solo sporadiche apparizioni nel resto dell'opera. È doppiata da Toshiko Fujita e Daniela Caroli.

### Aily
Aily (アイリ?, Airi), chiamata Airy nell'anime, è la sorella di Rei. Viene rapita il giorno delle sue nozze da Jagger, che ne uccide anche la famiglia, per poi essere venduta numerose volte come schiava. Costretta a sevizie e privazioni continue, impara a essere passiva, ma per sfuggire alle barbarie che è costretta a vedere ogni giorno, si acceca gettandosi dell'acido negli occhi. In seguito Aily viene rintracciata e rapita dal Clan della Zanna in modo da usarla per fare leva sul fratello. Rei e Ken riescono a liberarla e quest'ultimo le restituisce la vista. Da allora Aily rimane a vivere nel villaggio di Mamiya, e, quando questo viene invaso dalle truppe di Raoul, il coraggio di Lynn la scuote e la convince a lottare. È doppiata in giapponese da Arisa Andō e in italiano da Graziella Polesinanti nella prima serie e Stefanella Marrama nella seconda.

### Ain
Ain (アイン?, Ein) è un famigerato cacciatore di taglie. In realtà di indole nobile e pacifica, svolge questo lavoro crudele per fare in modo che sua figlia Asuka (アスカ?), chiamata Aska nell'anime, raggiunga le terre verdi e possa vivere un futuro migliore. Ain pratica il Kenka Kenpō (ケンカ拳法?), uno stile di combattimento personale specializzato nello sferrare pugni, che rinforza con dei guanti borchiati. Il suo pugno è leggendario ed è talmente forte da poter frantumare la roccia e il metallo. Viene incaricato di catturare Kenshiro, ma dopo essersi scontrato con lui inizia a rispettarlo. In seguito, anche grazie all'incontro con Burt, Ain comincia a simpatizzare per la causa ribelle, per poi unirsi apertamente all'Armata di Hokuto quanto Ken salva Asuka da una banda di cacciatori di taglie rivali inviati dall'Impero Centrale. Libera poi i fratelli Harn dalla loro prigionia e guida l'armata ribelle verso la Capitale Imperiale. Qui cade insieme a Burt e Lynn nei sotterranei del palazzo imperiale, dove protegge i suoi amici facendo scudo con il proprio corpo alla frana provocata da Jako, e frantuma la roccia per far sgorgare la falda che li porta in salvo. Poi, stremato dalla fatica e ferito gravemente, muore tra le braccia di Burt. Il suo funerale si svolge al villaggio di Mamiya, durante il quale Ken riceve da Asuka il guanto borchiato che Ain portava alla mano destra e che indosserà poi nel resto della serie.
Gli è stato dedicato uno spin-off semi-serio intitolato Ein Side Story: Ultimate Sadistic Action - The Promised Place, contenuto nel manga parodistico Hokuto no Ken: Ichigo Aji. In questa breve storia, scritta interamente in inglese, viene svelato che Ain è di origine americana, era un talentuoso giocatore di football e aveva una fidanzata, poi morta durante i bombardamenti.
È doppiato da Ken Yamaguchi e Marco Mete.

### Fratelli Harn
I fratelli Harn (ハーン兄弟?, Hān kyōdai) sono i due maestri della Tecnica del Falchi Gemelli della Croce del Sud (南斗双鷹拳?, Nanto Sōyōken), una delle 108 sette di Nanto. Haz (ハズ?, Hazu) è il fratello maggiore e Gil (ギル?, Giru) il minore. In passato vennero catturati da Ain, ma proprio il cacciatore di taglie li libera poi dalla loro prigionia per aiutare l'Armata di Hokuto nella lotta contro l'Impero Centrale. I due intendono fermare l'esercito di Falco e uccidere il generale d'oro, facendo detonare una bomba inesplosa. Haz si sacrifica per rimanere indietro e attivare l'ordigno, che però fallisce di uccidere Falco. Gil invece sopravvive e, dopo avere seppellito il fratello e pensato al suicidio, si unisce su consiglio di Ken all'Armata di Hokuto. Nell'anime muoiono invece entrambi nell'esplosione. Sono doppiati da Daisuke Gōri e Yūtaka Shimaka.

### Rui
Rui (天帝ルイ?), chiamata Louise nell'anime, è l'Imperatrice Celeste (天帝?, Tentei). Si tratta della sorella gemella di Lynn, separata da questa alla nascita perché secondo la tradizione ci può essere solo un successore al trono. Viene rapita dal viceré Jako, al fine di tenere sotto scacco il suo protettore Falco, e rinchiusa nella miniera sottostante al palazzo imperiale, dove nel buio totale viene costretta a lavorare a mani nude per cercare l'acqua. Rui è infine trovata da Burt, Lynn e Ain, ricongiungendosi così a sua sorella. Una volta liberata, porta fuori Ain con l'aiuto di Lynn prima che questi muoia e scioglie Falco dai suoi doveri verso Jako. È doppiata da Yoshino Takamori e Stefanella Marrama.

### Orca Rossa
Orca Rossa (赤鯱?, Akashaki), chiamato Pirata Rosso nell'anime, è il padre di Orca e l'uomo che accompagna Kenshiro nella Terra dei Demoni. Un tempo era al servizio di Raoul. Tentò di invadere la Terra dei Demoni, perdendo però tutti e cento gli uomini del suo equipaggio per mano di uno shura senza nome ancora adolescente; lui stesso ci rimise un l'occhio, il braccio e la gamba destri e fu costretto a fuggire lasciandosi dietro il figlio. Dopo che Ken sgomina il suo nuovo equipaggio, Orca Rossa accetta di accompagnare il guerriero all'isola, con la speranza di poter ritrovare suo figlio. Coi suoi pirati interviene a difesa di Ken e Orca contro Kaiou, ma viene ucciso da una freccia al cuore scagliata dall'avversario, morendo felice tra le braccia del figlio. Orca Rossa appare anche in Ken il guerriero - La leggenda come seguace di Reina. È doppiato in giapponese da Daisuke Gōri nella serie tv e Nobuaki Kakuda in Ken il guerriero - La leggenda, e in italiano da Ambrogio Colombo (ep. 123-124) e Bruno Cattaneo (ep. 128-135, 138) nella serie tv e Tony Fuochi in Ken il guerriero - La leggenda.

### Leia
Leia (レイア?, Reia), Laya nella versione italiana dell'anime, è una ragazza shura che gestisce una scuola illegale in cui insegna ai bambini dell'isola il valore dell'amore e del rispetto reciproco, violando così la legge della società shura ed essendo perciò costretta a una vita di costante clandestinità. Ha un fratello, Tao, che collabora con lei. In passato salvò il giovane Orca dal naufragio e ne divenne poi la fidanzata. Proprio il desiderio di proteggere Leia dagli shura spinse Orca ad apprendere l'Arcana Arte di Hokuto, ma, impaurita dall'influsso oscuro che la tecnica ebbe sul ragazzo, Leia finì per allontanarsi da lui. Dopo l'arrivo di Ken nella Terra dei Demoni, Leia si riappacifica con Orca e lo accompagna al palazzo dove è custodito il segreto della Divina Arte di Hokuto insieme a Lynn. Qui sono attaccati da Kaiou, e Leia deve assistere al sacrificio di Orca per proteggerla, tenendolo poi tra le braccia in lacrime mentre il suo amato muore a causa delle ferite subite. È doppiata in giapponese da Masako Katsuki e in italiano da Monica Ward e Daniela Caroli (ep. 138, 143).

### Ryu
Ryu (リュウ?, Ryū) è il figlio di Raoul e di una donna imprecisata. Dopo la morte del padre fu affidato ad Hakuri (ハクリ?) e sua moglie; una volta cresciuto, però, in seguito a una malattia contagiosa che colpisce la moglie di Hakuri, la coppia si trasferisce sulle montagne insieme al resto dei malati e lascia Ryu alle cure dell'anziano Riseki. Dopo il ritorno dalla Terra dei Demoni, Ryu viene preso in custodia da suo zio Kenshiro, che lo designa come successore della Divina Scuola di Hokuto. Nonostante la giovane età, il giovane possiede già un elevato grado di intelligenza e di coraggio; nel breve periodo passato insieme Kenshiro lo sprona a superare le sue paure e a risvegliare nelle sue vene il sangue di suo padre Raoul. Ryu accompagna Kenshiro nelle avventure contro Koketsu, nel regno di Sava e a Blanca, prima che Ken lo affidi alle cure di Barga, convinto che non esista più nulla che Ryu possa imparare da lui e che sarebbe stato il sangue di suo padre a guidarlo.

### Barga
Barga (バルガ?, Baruga) è un ex generale dell'esercito di Raoul. Dopo la morte del Re di Hokuto e il ritorno della pace, fatica ad adattarsi ai nuovi tempi e perde il suo mordente, permettendo a individui senza scrupoli di prendere il potere. Dopo aver perso la maggior parte dei suoi sottoposti, Barga raggiunge le terre di Koketsu per sfamare la moglie ridotta pelle e ossa e il figlio Shingo (シンゴ?) divenuto cieco per la malnutrizione. Koketsu imprigiona allora i figli dei coloni, usandoli per ricattare Barga e costringerlo a lavorare come bestia da soma nei suoi campi. Quando Ken e Ryu rovesciano Koketsu, Barga si ribella e riprende il controllo del suo popolo e delle sue terre. Dopo la sconfitta di Baran, Ken gli affida inoltre Ryu. Barga compare anche in Ken il guerriero - La leggenda dove è mostrato come uno dei generali più devoti a Raoul. È doppiato da Masaki Terasoma e Massimiliano Lotti in Ken il guerriero - La leggenda.

### Asam
Asam (アサム?, Asamu) è il sovrano del regno di Sava. È un esperto combattente, maestro del Colpo Meridionale del Mahayana (大乗南拳?, Daijō Nanken), una tecnica che gli permette di fendere la carne e le ossa dei propri avversari. Grazie alla sua forza in gioventù ha liberato il regno dai cannibali uomini-belva e ha strenuamente difeso i confini dai loro attacchi, ma negli anni si è indebolito sempre più a causa di una malattia e dell'età. Per via del suo amore di padre Asam ha cresciuto i suoi tre figli Kai (カイ?), Bukou (ブコウ?, Bukō) e Satora (サトラ?) allo stesso modo, senza favoritismi e indipendentemente dalle loro qualità individuali. Questo ha fatto sì che i tre siano pari in tutto e incapaci di scendere a compromessi, causando una continua rivalità per la successione al trono. Per evitare che Sava venga dilaniata alla sua morte e soccomba all'invasione dei barbari, Asam chiede a Kenshiro di uccidere i suoi figli e parte lui stesso per sottomettere gli uomini-belva. Dopo essere stati sconfitti da Ken, i tre si riconciliano e corrono al soccorso del padre. Allo stremo delle forze Asam viene riportato nel regno e muore poco tempo dopo, ma finalmente sereno nel vedere i figli riconciliati, tanto che Bukou e Satora decidono di tacergli il fatto che Kai sia stato ucciso dai barbari durante il salvataggio. Quindi Bukou ascende al trono, mentre Satora si allontana da Sava per riunirsi alla sua amata, la principessa del regno di Blanca, Ruseri.

## Avversari

### Zed
Zed (ジード?, Jiido), chiamato Zeta in alcune edizioni del manga, è il leader di una banda di predoni motociclisti, con i quali compie razzie depredando i viandanti che passano nel suo territorio. Ha una caratteristica scritta "Z-666" tatuata sulla fronte. All'inizio della serie Zed e la sua banda attaccano il villaggio di Lynn, prendendo quest'ultima in ostaggio per farsi dare cibo e acqua. Furioso, Kenshiro usa la tecnica di Hokuto contro il brigante ponendo fine alla sua vita. È doppiato da Eiji Kanie e Bruno Cattaneo.

### Esercito del Re
L'Esercito del Re (キング?, Kingu) è un'armata guidata da Shin e stanziata nella città di Croce del Sud, da cui controlla gran parte della regione del Kantō. I suoi combattenti più forti sono i quattro ufficiali: nel manga sono soprannominati "Re" e hanno tatuato sopra l'occhio sinistro il simbolo del seme che rappresentano sovrastato da una K, mentre nell'anime vengono chiamati "Fanti" e hanno un tatuaggio a forma di J. Nell'anime l'Esercito del Re è molto più numeroso e influente, e comprende anche gruppi che nel manga originale sono indipendenti.
Picche (スペード?, Supēdo) è un uomo dai capelli scarruffati e una benda di cuoio sull'occhio. Si diverte a vessare gli abitanti dei villaggi della sua zona d'influenza e combatte utilizzando all'occorrenza una balestra, una lancia e un'ascia. Quadri (ダイヤ?, Daiya) appare come un muscoloso guerriero con la faccia truccata da clown e lunghi capelli; combatte utilizzando un lungo bastone di ferro. Fiori (クラブ?, Kurabu) ha l'aspetto di un uomo alto, atletico, con una vistosa cicatrice sul lato sinistro superiore del volto. Combatte utilizzando lunghi artigli metallici, coi quali si diverte a vessare gli schiavi e a uccidere quelli che tentano di scappare. Cuori (ハート?, Hāto) è il luogotenente più forte, un gigante obeso e calvo, con baffi a manubrio e delle cicatrici sulla fronte. Generalmente è calmo e accondiscendente, ma se vede anche solo una goccia del suo sangue impazzisce di rabbia e terrore, attaccando chiunque intorno a lui. I suoi molteplici strati di grasso assorbono ogni colpo, il che gli è valso l'appellativo di "Distruttore dei praticanti di arti marziali". Ciononostante viene ucciso da Kenshiro. In Ken il guerriero - Il film, Cuori non è un sottoposto di Shin ma di Jagger.

### Golan
I Golan (ゴラン?, Goran) sono una milizia formata da ciò che rimane del reparto d'incursione speciale dell'esercito, i cui membri sono chiamati berretti rossi. Dopo la guerra atomica sono divenuti una setta di fanatici militaristi, convinti di essere stati prescelti da dio e per questo legittimati a opprimere i più deboli e ad appropriarsi con la forza di ogni cosa desiderino. Il loro scopo è fondare una loro nazione, Godland (ゴッドランド?, Goddorando), rapendo giovani donne per generare una prole di prescelti. Nell'anime, invece, fanno parte integrante dell'esercito di Shin, che adorano come un dio tanto da essere ridefiniti l'Armata di Dio (ゴッドアーミー?, Goddo Āmī).
Il Sergente Pazzo (マッド軍曹?, Maddo Sāji), chiamato Sergente Mad nell'anime, è il capo istruttore dei Golan. Di corporatura imponente e muscolosa, è calvo, con dei baffetti neri. Combatte usando pugnali da assalto e speciali aghi da lancio cavi, coi quali uccide gli avversari per dissanguamento. Il Colonnello (カーネル?, Kāneru) è il fondatore e capo dei Golan. Ha due grosse cicatrici ai lati della faccia e una benda che gli copre l'occhio destro. Combatte usando dei boomerang affilati e dei corti artigli metallici che posiziona sulle dita, è inoltre in grado di predire i movimenti degli avversari osservandone gli occhi e i minimi movimenti muscolari: grazie a questa sua capacità viene spesso scambiato per un telepate. Il suo stile di combattimento rientra tra le tecniche di Nanto e prende il nome di Pugno Silenzioso di Nanto (南斗無音拳?, Nanto Muon Ken). In Ken il guerriero - Il film il Colonnello è uno dei generali dell'esercito di Shin.

### Jakkar
Jakkar (ジャッカル?, Jakkaru), chiamato Jackal in alcune edizioni del manga e Sciacallo nell'anime, è il capo di una banda di banditi. Subdolo e scaltro, di solito preferisce evitare gli avversari più forti o spingere gli altri a combattere per lui. Quando è costretto a battersi utilizza della dinamite e un lungo coltello a scatto che tiene nascosto nell'avambraccio destro. Nell'anime Jakkar e i suoi subordinati sono chiamati Guerrieri e sono al servizio di Shin. In Ken il guerriero - Il film Jakkar è uno degli scagnozzi di Jagger.
Jakkar attacca il villaggio natale di Burt per appropriarsi della loro acqua, ma in seguito all'intervento di Kenshiro si dà alla fuga e uccide con una delle sue dinamiti l'anziana Toyo. Quando Kenshiro si mette sulle tracce della banda in cerca di vendetta, i guerrieri spaventati si ribellano al loro capo e Jakkar non esita a eliminarli tutti. Messo alle strette, Jakkar libera dalla prigione di Villany il pericoloso criminale Devil (悪魔の化身?, Debiru Ribāsu), chiamato Figlio del Diavolo nell'anime: un gigante mostruoso, un tempo umano ma reso enorme a causa delle radiazioni nucleari. Questi è un seguace della Scuola del Demone Arhat (羅漢仁王拳?, Rakan Niō Ken), un'antica scuola di combattimento indiana bandita a causa della brutalità dei suoi colpi. Jakkar convince Devil ad aiutarlo spacciandosi per suo fratello e lo aizza contro Kenshiro facendogli credere che sia stato lui a rinchiuderlo in prigione. Tuttavia anche Devil viene sconfitto e Jakkar, trattenuto dal gigante moribondo che implora l'aiuto del fratello, muore dilaniato dalla sua stessa dinamite. È doppiato da Masayuki Katō e Bruno Cattaneo.

### Clan della Zanna
Il Clan della Zanna (牙一族?, Kiba Ichizoku), chiamato Famiglia Cobra nell'anime, è un gruppo di predoni insediatesi sulle montagne nei pressi del villaggio di Mamiya. La banda è caratterizzata da una forte organizzazione patriarcale e coesione sociale. I suoi membri vestono pelli di animali e ninnoli fatti con zanne, e seguono una rudimentale religione primitiva che prevede sacrifici umani. Combattono usando le Tecniche del Branco di Lupi del Monte Hua (華山群狼拳?, Kazan Gunrō Ken), specializzate negli attacchi di gruppo.
Il capo del clan è il Grande Padre (牙大王?, Kiba Daiō), chiamato Padre Cobra nell'anime, un uomo di altezza e corporatura possenti e con una cicatrice che gli attraversa verticalmente l'intero volto. Egli è maestro della Tecnica di lotta del Corno del Monte Hua (華山角抵戯?, Kazan Kakuteigi), un'arte marziale basata sulla respirazione che gli consente di attaccare e di indurire il proprio corpo per difendersi. In combattimento brandisce un'enorme scimitarra proporzionata alle sue dimensioni. Per vendicarsi di Kenshiro e Rei che hanno massacrato i suoi uomini durante l'assalto al villaggio, fa rapire la sorella di Rei, Aily, e la usa come esca per attirare i due e Mamiya in trappola. Con uno stratagemma Ken e Rei riescono a liberare le due donne e infine Kenshiro affronta e uccide il Grande Padre. In Ken il guerriero - Il film il Clan della Zanna viene sconfitto dall'esercito di Raoul.

### Amiba
Amiba (アミバ?) è un impostore che si appropria dell'aspetto e del posto di Toki nel Villaggio dei Miracoli mentre questi è imprigionato a Cassandra. Arrogante e tronfio, si considera un genio in grado di intuire e apprendere qualsiasi tecnica o di svilupparne di proprie. Dopo aver seguito per qualche tempo gli insegnamenti della Divina Scuola di Nanto, giunge al Villaggio dei Miracoli e, umiliato da Toki, inizia a covare per lui un odio profondo, arrivando al punto da spacciarsi per lui e approfittare della sua fama e del suo imprigionamento per compiere atroci esperimenti nella speranza di scoprire nuovi punti di pressione e trasformare la Divina Scuola di Hokuto nella Scuola del Dente di Serpente del Nord (北蛇鍼拳?, Hokuda Shin Ken), chiamata Demoniaca Scuola di Hokuto nell'anime. Convinto di trovarsi di fronte al proprio fratello Toki, Kenshiro lo affronta per scoprire il perché della sua crudeltà e del suo radicale cambiamento, ma viene paralizzato da una tecnica dell'avversario. Quando Rei gli rivela la vera identità di Amiba, Kenshiro ritrova il suo equilibrio e, liberandosi dal blocco, mette l'avversario alle strette. Amiba agisce quindi su alcuni punti di pressione di sua scoperta per potenziare il suo fisico, ma la trasformazione è instabile e Kenshiro lo finisce facendolo cadere dal tetto del suo palazzo. È doppiato da Takaya Hashi e Wladimiro Grana.

### Uighur
Uighur (ウイグル?, Uiguru), chiamato Wiggle nell'anime, è il direttore della città-prigione di Cassandra, in cui Raoul tiene imprigionati i suoi nemici. È un uomo dalle gigantesche proporzioni, vestito con ornamenti dorati, un elmo cornuto e un pesante mantello. Padroneggia la tecnica della Doppia frusta della Scuola Taishan (泰山流双条鞭?, Taizan Ryū Sōjō Ben), con la quale utilizza due grosse fruste per bloccare i movimenti dei nemici e poi finirli a spallate. Dirige con arroganza e crudeltà la prigione, ordinando periodiche esecuzioni sommarie. Si scontra con Kenshiro, il quale lo sconfigge facendo implodere il suo corpo fino ad assumere le dimensioni atte a entrare nella tomba fatta scavare in precedenza per Ken. In Ken il guerriero - Il film Uighur è il comandante supremo dell'esercito di Raoul e suo fedele braccio destro. In Raoh - Il conquistatore del cielo viene presentato come un prigioniero di Cassandra che si ribella durante una visita di Raoul; impressionato dall'ambizione e dalla forza dell'uomo, il Re di Hokuto lo nomina per questo capo carceriere. È doppiato in giapponese da Daisuke Gōri nella serie tv e Kenta Miyake in Raoh - Il conquistatore del cielo, e in italiano da Sandro Dori nella serie tv e Pietro Ubaldi in Raoh - Il conquistatore del cielo.

### Ryuga
Ryuga (リュウガ?, Ryūga) è il fratello maggiore di Julia e il guerriero che rappresenta Sirio, una stella solitaria non è affiliata né con Hokuto né con Nanto. È il maestro della tecnica Taizan del Lupo Solitario (泰山天狼拳?, Taizan Tenroken), che consiste nell'utilizzare rapidi colpi simili a morsi di lupo per staccare interi tranci di carne dal corpo dell'avversario, lasciando un alone ghiacciato sul punto colpito. Dopo la guerra atomica Ryuga si mette al servizio di Raoul, convinto di aver trovato in lui il condottiero capace di riportare ordine e stabilità nel mondo; e agli ordini del Re di Hokuto compie massacri e atrocità. Col passare del tempo, però, inizia a dubitare dei metodi violenti di Raoul e individua in Kenshiro un leader forse più degno di guidare l'umanità. Decide quindi di misurarsi con lui, prendendo in ostaggio Toki per scatenare tutta l'ira del suo avversario. Ken lo sconfigge, ma, prima che possa dargli il colpo di grazia, Ryuga rivela che si è già ferito mortalmente prima del combattimento, come punizione per i suoi crimini; quindi muore con la consapevolezza di aver trovato in Kenshiro il vero salvatore. Ryuga compare anche in Raoh - Il conquistatore del cielo, dove viene mostrato lo scontro tra lui e Raoul in seguito al quale decide di mettersi al suo servizio. È doppiato in giapponese da Hideyuki Hori nella serie tv e Daisuke Matsubara in Raoh - Il conquistatore del cielo, e in italiano da Marco Mete nella serie tv e Diego Baldoin in Raoh - Il conquistatore del cielo.

### Jako
Jako (ジャコウ?, Jakō) è il viceré della Capitale Imperiale. Ha usurpato la posizione dell'Imperatrice Celeste Rui, imprigionandola in un luogo segreto sotto alla città per tenere sotto scacco il leale generale Falco della Sublime Scuola di Gento e costringerlo a ubbidire ai suoi ordini. In passato Raoul mise in guardia proprio Falco sulla pericolosità e la perversione di Jako, avvertendolo che gli avrebbe portato solo disgrazie e consigliandogli di ucciderlo; tuttavia Falco non ebbe l'animo di farlo, per non dare un dolore alla propria madre che è anche la madre adottiva di Jako. Da allora il viceré è ossessionato dal terrore di Raoul e della Divina Scuola di Hokuto, e ha sviluppato una grave forma di acluofobia. Per questo ordina a Falco di obliterare ogni traccia delle scuole rivali di Hokuto e di Nanto, scatenando l'insurrezione dell'Armata di Hokuto. Quando i ribelli giungono alla Capitale Imperiale, Jako tenta di assassinare Rui e di far combattere tra loro Kenshiro e Falco, ma l'imperatrice viene tratta in salvo da Ain e, sciolto infine dai suo obblighi, Falco uccide il regnante bruciandolo vivo con la propria energia. È doppiato da Shigeru Chiba e Bruno Cattaneo.
Jako è aiutato dai suoi due figli Jusk (ジャスク?, Jasuku) e Shino (シーノ?, Shiino), che agiscono come suoi scagnozzi. Shino uccide Shoki prima di essere ucciso a sua volta da Ken. Jusk invece viene scambiato per un inerme cittadino e salvato dalle macerie della Capitale Imperiale da Lynn. Egli rapisce la ragazza a la porta con sé nella Terra dei Demoni, dove viene ucciso dagli shura.

### Shura
Gli shura (修羅?) sono gli abitanti della Terra dei Demoni, una nazione insulare retta da signori della guerra e dalla violenza. I maschi vengono educati fin dalla nascita al combattimento, e quei pochi che raggiungono l'età adulta diventano degli spietati guerrieri. Agli shura di livello più basso non è concesso neanche avere un nome, fino a quando non superano una prova di maturità affrontando e sconfiggendo in combattimento un numero determinato di avversari. Shura decaduti o prigionieri di guerra vengono impiegati nella società come schiavi e resi innocui tagliando loro i tendini delle gambe; in questo stato sono chiamati "reietti".
Quattro sono gli shura più rilevanti che compaiono nella serie:
Sunagumo (無名修羅?, Mumei shura, lett. "Shura anonimo") è un guerriero minore che non ha ancora diritto a un nome proprio e il primo shura che Falco e Kenshiro combattono. Quando ancora non aveva compiuto quindici anni Sunagumo affrontò Orca Rossa e i suoi cento uomini, sterminandoli tutti e strappando a Orca Rossa un occhio, un braccio e una gamba. Viene ucciso da Falco, non prima però di averlo ferito mortalmente.
Kaiser (カイゼル?, Kaiseru), chiamato Cesar nell'anime, è il governatore di una delle province della Terra dei Demoni e un potente guerriero, vincitore di milleottocento combattimenti e maestro dell'Antico Stile del Palmo dell'Uccello Ammaliatore (孟古流妖禽掌?, Mōko Ryū Yōkinshō), specializzato nel danneggiare gli organi interni e le ossa del nemico senza causare ferite visibili. Organizza un torneo di lotta nel suo palazzo mettendo in palio Lynn come premio al vincitore. Alla fine, viene ucciso da Orca.
Half (アルフ?, Arufu) è un guerriero shura dalla pelle scura che si vanta di aver combattuto centoventidue duelli, centocinque dei quali terminati in meno di due minuti. È in grado di rallentare il tempo. Partecipa al torneo di Kaiser risultandone il vincitore, ma Kaiser gli nega Lynn affermando che deve prima eliminare l'invasore Ken, dal quale viene ucciso.
Nagato (ナガト?) è il fedele luogotenente di Hyou, di indole moderata e gentile. Quando Hyou dopo la morte di Sayaka scatena il proprio spirito demoniaco, Nagato e i suoi quattro subordinati perdono la fiducia nel loro capitano e defezionano. Hyou interpreta questo atto come un tradimento e li uccide senza alcuna esitazione.

### Koketsu
Koketsu (コウケツ?, Kōketsu) è un ometto piccolo e furbo che faceva parte dell'esercito del Re di Hokuto come soldato semplice e si occupava di accudire i cavalli. Dopo la morte di Raoul si accorge che i tempi sono cambiati e mette a frutto la sua intelligenza e spietatezza per appropriarsi di vaste terre coltivabili e ridurre in schiavitù gli ingenui coloni. Koketsu riesce anche a tenere a bada l'ex generale di Raoul Barga, rapendo suo figlio Shingo e i bambini delle altre famiglie a lui fedeli, e obbligandolo così a lavorare nei campi come una bestia da soma. Quando l'armata di Koketsu attacca il villaggio dei genitori adottivi di Ryu, anche il ragazzo e Kenshiro vengono catturati. I due scatenano una rivolta contro Koketsu e lo attaccano; l'uomo cerca infine di eliminare Ken attirandolo in una trappola, ma rimane ucciso dal suo stesso meccanismo.

### Barran
Barran (バラン?, Baran) è un dittatore che è salito al potere nel regno di Blanca imprigionando il precedente re. Quando era giovane apprese da Raoul la Divina Arte di Hokuto e, tornato in patria, utilizzò la conoscenza degli tsubo per convincere l'ingenua gente di Blanca di essere in grado di compiere miracoli e a venerarlo come un dio, facendosi chiamare Imperatore della Luce (光帝?, Kōtei). Il motivo di questa sua ambizione è un odio cieco che Barran prova nei confronti della divinità, scaturito dal trauma per la morte di sua sorella Yuka, che era deceduta a causa di una malattia nonostante la sua fede incrollabile in dio. Per via della somiglianza della principessa di Blanca, Ruseri, con Yuka, Barran è deciso a conquistarla, e all'arrivo di Satora, l'amante di Ruseri, cerca di ucciderlo, ma viene bloccato da Kenshiro. Durante la lotta contro Ken e alla vista di Ryu, il figlio di Raoul, Barran si rende conto del suo errore e ammette la sconfitta. Fa quindi liberare il legittimo re e si fa catturare e giustiziare dall'esercito per convincere la gente di Blanca di essere un ciarlatano ed espiare così i propri peccati.

### Borge
Borge (ボルゲ?, Boruge) è un bandito cieco che costituisce l'avversario principale dell'ultimo arco narrativo del manga. In passato fu accecato da Kenshiro e da allora prova un odio intenso nei suoi confronti, tornando a cercare vendetta. Per proteggere Ken e Lynn che hanno entrambi perso la memoria e di conseguenza la padronanza delle tecniche di Hokuto, Burt si infligge sette cicatrici sul petto e, spacciandosi per Ken, affronta Borge. Il bandito prevale facilmente sull'avversario e lo tortura, ma viene sconfitto da Ken, che ha riacquistato la sua memoria grazie al sacrificio di Burt, e infine ucciso proprio dal ragazzo.

## Personaggi minori
- Taki (タキ?) è un orfano di sette anni allevato da Toyo. Quando il suo villaggio rimane senz'acqua inizia a vagabondare in cerca di aiuto, finendo per imbattersi in Kenshiro, Burt e Lynn. Dopo aver condotto i tre al suo villaggio, Taki, nella notte, esce di nascosto per andare a rubare dell'acqua per Toyo da un villaggio vicino, ma viene scoperto e trafitto da un bandito con la sua lancia. È doppiato da Kyōko Tongū e Daniela Caroli.

- Toyo (トヨ?) è un'anziana signora che accudisce numerosi piccoli orfani nel suo villaggio, inclusi Burt e Taki. Kenshiro la aiuta a scavare un nuovo pozzo per rifornire di acqua i piccoli, ma quando il guerriero se ne va il villaggio è attaccato da Jakkar. La donna si ribella, cercando invano di sparare a Jakkar, e rimane poi uccisa da una delle dinamiti del brigante nel tentativo di salvare i bambini. È doppiata da Reiko Suzuki e Daniela Caroli.

- Il decano è il cittadino più anziano del villaggio di Mamiya. Accetta di prendersi cura dei bambini della defunta Toyo in cambio di protezione da parte di Ken dal Clan della Zanna. In seguito il villaggio viene invaso dalle truppe di Raoul, e anche il decano è catturato e costretto a giurargli fedeltà venendo marchiato a fuoco. Anni dopo scolpisce nel villaggio delle statue in onore dei grandi guerrieri di Hokuto e Nanto, attirandosi le ire di Jako che invia il generale Falco a ucciderlo. È doppiato da Issei Futamata e Sandro Dori.

- Ko (コウ?, Kō) è il quindicenne fratello minore di Mamiya. Aiuta a difendere il villaggio dal Clan della Zanna, venendo catturato e giustiziato in rappresaglia alle perdite subite per mano di Kenshiro e Rei. Il clan si appropria inoltre del ciondolo che Ko porta al collo, poi recuperato da Ken e Rei e riportato alla sorella come suo ricordo. È doppiato da Ryō Horikawa e Alessio Cigliano.

- Galf (ガルフ?, Garufu), chiamato Gulf nell'anime, è il capo dei soldati che occupano Medicine City per conto del Re di Hokuto. Combatte utilizzando dei collari di metallo dotati di punte, che fa roteare con le mani e poi scaglia contro i nemici. Ha una predilezione particolare per i cani e li considera più importanti degli esseri umani. Intende far giustiziare Mamiya per aver ucciso uno dei suoi cani, ma viene fermato e ucciso da Kenshiro.

- Dagar (ダガール?, Dagāru), chiamato Dakar nell'anime, è il braccio destro di Yuda nonché suo sottoposto più forte, maestro della Tecnica delle Ali Congiunte di Nanto (南斗比翼拳?, Nanto Hiyokuken). Accoglie Kenshiro e Rei nel palazzo di Yuda, informandoli che il suo signore non si trova lì per evitare di combattere contro Rei ormai moribondo. Ken lo affronta e premendo un suo punto di pressione, lo condanna a una vita in preda ad atroci sofferenze. Pur di spingere Kenshiro ad annullare il colpo, Dagar gli confessa dove si trova Yuda, ma Ken lo lascia senza intervenire e infine Dagar viene ucciso dallo stesso Yuda, il quale gli rivela di avergli dato apposta informazioni false per confondere i suoi inseguitori. È doppiato da Yūsaku Yara e Ambrogio Colombo.

- Re Nero (黒王号?, Kokuō) è il gigantesco cavallo nero cavalcato da Raoul. Possiede una forza erculea e una spiccata intelligenza. Irascibile, temerario e indomabile, si lascia cavalcare solo da chi ritiene degno: il primo a riuscirci è Raoul che, dopo averlo incontrato tempo addietro in Raoh - Il conquistatore del cielo, ne guadagna la fiducia. Da quel momento l'enorme destriero diventa l'unico mezzo di trasporto di Raoul e da cui non scende mai, a meno che non incontri un avversario alla sua altezza. Quando Raoul muore, Re Nero dà un ultimo saluto alla tomba del suo padrone per poi diventare il destriero di Kenshiro.

- Shiba (シバ?) è il figlio di Shu e, come il padre, un combattente della resistenza contro il dominio di Souther. Dopo che Kenshiro viene sconfitto da Souther, Shiba lo libera dalla sua prigionia e lo trascina via verso il loro rifugio. Quando i soldati si accorgono della fuga di Ken e si mettono sulle loro tracce, il giovane coraggiosamente li distrae attirandoli su di sé e facendosi poi esplodere con la dinamite per permettere a Ken di mettersi in salvo. È doppiato da Keiichi Nanba e Stefanella Marrama.

- Tou (トウ?, Tō) è la figlia di Rihaku, con il quale collabora a coordinare le azioni dei Cinque Astri in cerchio di Nanto. Quando Juza non mostra intenzione di eseguire gli ordini, Tou si introduce nel suo castello e lo rapisce per portarlo al cospetto di Julia. In seguito Tou si traveste da ultimo generale di Nanto e tenta di dissuadere Raoul, del quale è innamorata, dal catturare Julia offrendosi al suo posto. Quando l'uomo la rifiuta, afferra un pugnale e si toglie la vita di fronte a lui. È doppiata in giapponese da Mika Doi e in italiano da Daniela Caroli (ep. 83-91) e Graziella Polesinanti (ep. 92, 95-99).

- Myu (ミュウ?, Myū), chiamata Muh nell'anime, è la donna di Falco. Quando l'imperatrice Rui viene rapita, Myu si concede a Jako per cercare di scoprire dove è tenuta nascosta, ma senza successo. Insieme al giovane Saiya (サイヤ?, Saia) si offre volontaria per premere il bottone del detonatore per distruggere la Capitale Imperiale in caso di sconfitta di Falco, dispositivo che le viene poi sottratto da Jusk. In seguito Myu scopre di aspettare un bambino da Falco e riesce a comunicarglielo prima della morte dell'uomo nella Terra dei Demoni. È doppiata in giapponese da Kuniko Koguchi e in italiano da Daniela Caroli (ep. 118-119) e Stefanella Marrama (ep. 120-124).

- Sayaka (サヤカ?) è la sorella minore di Kaiou nonché l'amata di Hyou. Al fine di spingere Hyou e Kenshiro a combattersi tra loro, Kaiou arriva al punto di uccidere Sayaka, facendo ricadere la colpa su Ken; questo fatto risveglia l'aura demoniaca di Hyou e lo fa consumare dall'odio per il suo rivale. È doppiata da Gara Takashima e Monica Ward.